# Benyamin
Pour les articles homonymes, voir Daniel.
Benny Daniel, né le 18 mai 1971, plus connu sous son nom de plume Benyamin, est un auteur indien originaire du Kerala écrivant en malayalam.
Il est l'auteur d’une trentaine d’ouvrages dans des genres variés — des nouvelles aux romans en passant par les mémoires. Pour son roman Aadujeevitham [The Goat Life], il a remporté le prix Abu Dhabi Sakthi, le prix Kerala Sahitya Akademi et le prix JCB, et a été présélectionné pour le prix littéraire Man Asian. Le roman Manthalirile 20 Communist Varshangal a remporté le prix Vayalar en 2021.
Outre la littérature, il se lance dans l'industrie cinématographique malayalam (Mollywood) en 2023 en tant que co-scénariste du film malayalam Christy avec l'écrivain GR Indugopan, et qui a marqué ses débuts en tant que scénariste. Son roman phare Aadujeevitham a été adapté par le réalisateur Blessy en film, The Goat Life, sorti le 28 mars 2024.

## Biographie
Benny Daniel naît le 18 mai 1971 dans le village de Njettoor, Kulanada (en), près de Pandalam, dans le district de Pathanamthitta dans la partie sud du Kerala. Il vit à Bahreïn de 1992 à 2013, avant de retourner au Kerala. Il est également allé en Australie pendant un certain temps.

### Goat Days(2008)
Aadujeevitham [The Goat Life], son roman le plus célèbre, décrit la vie de Najeeb, un ouvrier indien, et comment il survit aux difficultés et aux tortures en Arabie saoudite. Il est utilisé comme manuel à l'Université du Kerala, à l'Université de Calicut, à l'Université de Bharathiar, à l'Université de Pondichéry et en dixième année du programme de l'État du Kerala.
C'est un opus magnum et une œuvre marquante pour Bennyamin dans sa carrière d'écrivain. The Goat Life est une adaptation cinématographique de ce roman réalisée par Blessy.

## Prix et distinctions
- Abu Dhabi Sakthi Award (roman) 2008 pour Aadujeevitham[3]
- Prix Kerala Sahitya Akademi du roman 2009 pour Aadujeevitham[4]
- Prix littéraire asiatique Man 2012, liste des finalistes pour Aadujeevitham[5]
- Prix DSC 2013 de littérature sud-asiatique, finaliste pour Aadujeevitham[6]
- Prix littéraire Padmaprabha 2015[7]
- Prix JCB de littérature 2018 pour Jasmine Days[8]
- Vodafone Crossword Book Award 2018 pour la traduction en langue indienne de Jasmine Days[9]
- Prix Muttathu Varkey 2019[10]
- Prix Vayalar 2021 pour Manthalirile 20 Communist Varshangal[11]

## Filmographie
| Année | Film          | Réalisateur          | Contribution                                | Remarques                         |
| ----- | ------------- | -------------------- | ------------------------------------------- | --------------------------------- |
| 2023  | Christy       | Alvin Henry          | Scénariste, acteur (joue le rôle de Thomas) | Débuts en tant que scénariste     |
| 2023  | Abraham Ozler | Midhun Manuel Thomas | Acteur (joue son propre rôle)               | Apparition en caméo               |
| 2024  | The Goat Life | Blessy Ipe Thomas    | Histoire                                    | Adaptation du roman Aadujeevitham |